# Bill Viola

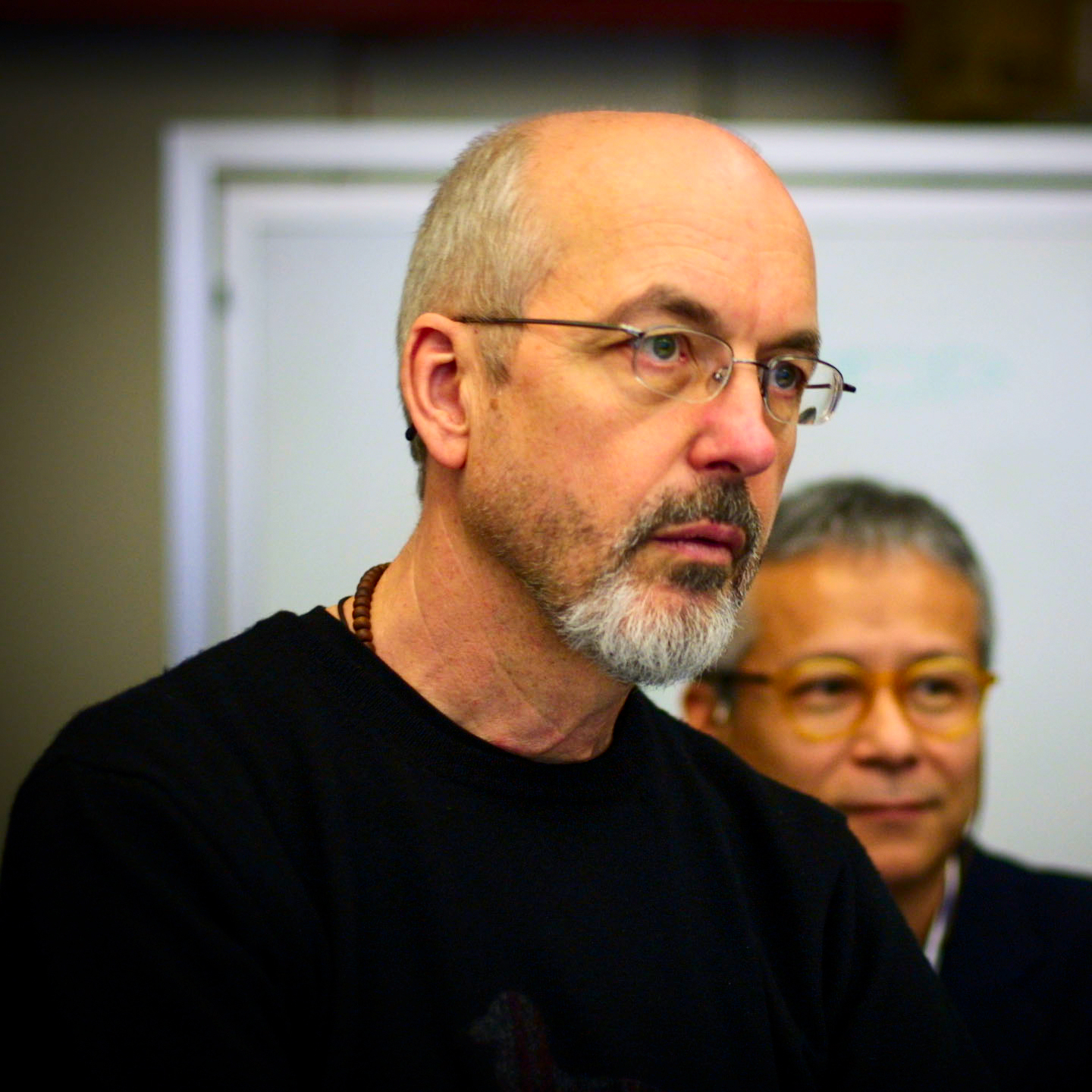
Bill Viola (2009)

Bill Viola (ur. 25 stycznia 1951 w Nowym Jorku, zm. 12 lipca 2024 w Long Beach) – amerykański artysta specjalizujący się w sztuce wideo i instalacjach wizualno-dźwiękowych.

## Życiorys
W 1973 otrzymał BFA (Bachelor of Fine Arts) na Syracuse University, gdzie studiował sztuki wizualne. Od 1970 roku przez 18 miesięcy przebywał we Florencji, gdzie był dyrektorem technicznym produkcji dla Art/Tapes/22 w jednym z pierwszych studiów sztuki wideo w Europie. Po pobycie we Włoszech podróżował po różnych miejscach nagrywając swoje wideo.
W 1976 roku został zaproszony do Nowego Jorku gdzie stworzył serię prac, w 1977 roku wyruszył do Melbourne gdzie został zaproszony przez reżyserkę sztuki Kire Petrov. Ożenił się z nią i rozpoczęli wspólne podróżowanie i współpracę. W 1979 roku wyjechali do Tunezji, rok później do Japonii, gdzie spędzili półtora roku. Bill Viola stał się artystą w Sony Corporation. 1981 roku małżeństwo powróciło do USA i osiedlili się w Kalifornii. W 1983 roku został instruktorem w Advanced Video, California Institute of the Arts w Walencji.
w 1995 roku reprezentował USA na 46 Biennale w Wenecji (Buried Secrets). 1997 roku powstała wystawa przedstawiająca 25 letni dorobek prac artysty (Withney Museum of American Art. W 2000 roku wybrany został do Amerykańskiej Akademii Sztuki i Nauki. Od 2002 roku tworzył na zlecenie Deutsche Guggenheim w Berlinie i Muzeum Guggenheima w Nowym Jorku.
W 2004 roku rozpoczął pracę nad nową operą Richarda Wagnera Tristan i Izolda. W 2009 roku Viola otrzymał Międzynarodową Nagrodę Katalonia – nagroda ta przyznawana jest osobie, której twórczość wniosła znaczący wkład w rozwój wartości kulturowych i naukowych. 

## Twórczość Violi
Jego prace wystawiała m.in. National Gallery w Londynie, Deutsche Guggenheim, Muzeum Guggenheima w Nowym Jorku, Whitney Museum of American Art, J. Paul Getty Museum i Metropolitan Museum of Art.
Według opinii krytyka sztuki Marjorie Perloff jego prace koncentrują się na podstawowych doświadczeniach człowieka takich jak narodziny, śmierć, świadomość człowieka, percepcja człowieka, droga do samopoznania. Przez 40 lat tworzył taśmy wideo, instalacje wideo, instalacje muzyczne, występy muzyczne, transmisje telewizyjne. Jako artysta przyczynił się do zwiększenia zasięgu współczesnej sztuki. Jego prace prezentowane są w muzeach i galeriach na całym świecie. Filmy jego korzystają z wielu doświadczeń innych kultur, z myśli zbiorowych, kierowane są do szerokiej publiczności. Marjorie Perloff podaje prace Violi jako przykład jak nowe technologie (kamera wideo) mogą tworzyć zupełnie nowe kryteria estetyczne i dawać możliwości, które nie istniały w poprzednich dziedzinach sztuki, np. teatr.
Część prac Violi to wideo, ale część stanowią także instalacje, w których ekran/obraz elektroniczny jest tylko częścią. Bardzo często zdarzało się, że dzieła wywodzące się z wideo stawały się na Violi punktem wyjścia do dalszych poszukiwań, do tworzenia bardziej złożonych instalacji. W swoim dorobku miał również dokumenty kreatywne będące efektem podróży na Wyspy Salomona. Zainteresowany kulturą tego kraju stworzył serię wizyjnych dokumentów. Była to także możliwość testowania nowego sprzętu.
Wideo
- Memories of Ancestral Power 1976 – bohaterem jest ludności archipelagu wyspy Guadalcanal oraz odradzającej się w nich tożsamości. Przedstawiony jest ruch Moro, którego zadaniem miało być odrodzenie społeczne, polityczne i ekonomiczne wyspy.
- Palm Trees on the Moon 1976 – zmontowane materiały pochodzące z kilku wysp nagranych podczas festiwalu muzyczno-tanecznego. Ujęcia przedstawione w kalejdoskopowy sposób. Przedstawione są tańce, rozmaite obrazy i postacie oraz sami mieszkańcy wysp uczący się obsługiwać sprzęt wideo. Praca ta opowiadać ma o zderzeniach kultur, gdzie świat zachodni przekształca oryginalne formy wyrazu kultury etnicznej[5].
- The Reflecting Pool 1977 – jest to wideo eksperymentalne, przekraczające granice tradycyjnego pojmowania ekranu. Najpierw tafla wody pełni rolę lustra odbijającego to, co znajduje się na brzegu. Praca ta przedstawia możliwości technologiczne rejestracji obrazu a także jego manipulacji poprzez późniejsze edytowanie/przekształcanie[6].
- The Quintet Series 2000 – zestaw czterech filmów, pokazujących rozwijającą się ekspresję pięciu aktorów w zwolnionym ruchu. Każda minuta pokazuje detale zmieniających się emocji. Wyzwaniem dla widza jest uważne śledzenie zmieniającej się mimiki, które trwa kilka minut. Zniekształcenia czasu, brak dźwięku i głosu tworzą nowe aspekty pracy Violi[7].
- An Ocean without a Shore – w 2007 roku na 52 edycji Biennale w Wenecji Viola przedstawił swoją instalację „Morze bez brzegu”, który obejrzało ponad 60 000 widzów. W swojej pracy Viola bada życie i śmierć. Dzieło składa się z osób stojących na pierwszym planie i czerni, która wypełnia tło za nimi. Każda z tych osób wydaje się być wodospadem, woda wydostaje się z ich ciała, ukazując tak jakby odrodzenie. Z ostatniej bardzo indywidualnej jednostki – starszego mężczyzny święcącego na zielono wybuchają dziesiątki litrów wody.
- Observance – praca częściowo odbierana jako odpowiedź na ataki terrorystyczne z 11 września 2011. Kamera ustawiona jest na wysokości głów ludzi z różnych grup wiekowych. W momencie rozwijania się wideo przesuwa się z osoby na osobę skupiając na każdym swoją uwagę.
- The Tristan Project – sekwencja wideo, która była wyświetlana jako tło do działania na scenie podczas przedstawienia opery Tristan i Izolda. Viola przedstawił alternatywną, metaforyczną historię.
- The Night Project' 2005 – projekt oparty na uniwersalnej historii o indywidualnej podróży do oświecenia[8].
- Bodies of Light 2009 – wystawa w galerii Jamesa Cohana w Chelsea. Święto światła, koloru i mocy. Głównym tematem są przeobrażenia i przemiany[9].

Wystawy
- 1973 "New Video Work," Everson Museum of Art, Syracuse, New York
- 1974 "Bill Viola: Video and Sound Installations," The Kitchen Center, New York
- 1979 "Projects: Bill Viola," The Museum of Modern Art, New York
- 1983 "Bill Viola," ARC, Musée d’Art Moderne de la Ville de Paris, France
- 1985 "Summer 1985," Museum of Contemporary Art, Los Angeles
- 1987 "Bill Viola: Installations and Videotapes," The Museum of Modern Art, New York
- 1988 "Bill Viola: Survey of a Decade," Contemporary Arts Museum, Houston, Texas
- 1989 "Bill Viola," Fukui Prefectural Museum of Art, Fukui City, Japan, part of The 3rd Fukui International Video Biennale.
- 1990 "Bill Viola: The Sleep of Reason," Fondation Cartier pour l’Art Contemporain, Jouy-en-Josas, France
- 1991 "Bill Viola: The Passing," South London Gallery, London, England
- 1992 "Bill Viola: Nantes Triptych," Chappelle de l'Oratoire, Musée des Beaux-Arts, Nantes, France
- 1992 "Bill Viola," Donald Young Gallery, Seattle, Washington (five installations)
- 1992 "Bill Viola: Two Installations," Anthony d'Offay Gallery, London, England
- 1992 "Bill Viola. Unseen Images," Stadtische Kunsthalle Düsseldorf, Düsseldorf, Germany. Travels to: Moderna Museet, Stockholm, Sweden (1993); Museo Nacional Centro de Arte Reina Sofia, Madrid, Spain (1993); Cantonal Museum of Fine Arts, Lausanne, Switzerland (1993); Whitechapel Art Gallery, London, England (1993), Tel Aviv Museum of Art, Israel
- 1994 "Bill Viola: Stations," American Center inaugural opening, Paris, France
- 1994 "Bill Viola: Território do Invisível/Site of the Unseen," Centro Cultural/Banco do Brazil, Rio de Janeiro, Brazil
- 1995 "Buried Secrets," United States Pavilion, 46th Venice Biennale, Venice, Italy. Travels to Kestner-Gesellschaft, Hannover, Germany (1995); Arizona State University Art Museum (1996)
- 1996 "Bill Viola: New Work," Savannah College of Art and Design, Savannah, Georgia (installation)
- 1996 "Bill Viola: The Messenger," Durham Cathedral, Visual Arts UK 1996, Durham, England. Travels to South London Gallery, London, England (1996); Video Positiva-Moviola, Liverpool, England; The Fruitmarket Gallery, Edinburgh, Scotland; Oriel Mostyn, Gwynedd, Wales; The Douglas Hyde Gallery, Trinity College, Dublin, Ireland (1997); La Chapelle Saint Louis de la Salpetriere, Paris
- 1997 “Bill Viola: Fire, Water, Breath,” Guggenheim Museum (SoHo), New York
- 1997 “Bill Viola: A 25-Year Survey” organized by the Whitney Museum of American Art (catalogue). Travels to Los Angeles County Museum of Art; Whitney Museum of American Art, New York (1998); Stedelijk Museum, Amsterdam (1998) (catalogue); Museum für Moderne Kunst, Frankfurt, Germany (1999); San Francisco Museum of Modern Art, California (1999); Art Institute of Chicago, Illinois (1999–2000)
- 2000 “The World of Appearances,” Helaba Main Tower, Frankfurt, Germany (permanent installation)
- 2000 “Bill Viola: New Work,” James Cohan Gallery, New York
- 2000 “Bill Viola: Stations,” Museum für Neue Kunst

## Nagrody
- 1984 Polaroid Video Art Award for outstanding achievement, USA
- 1987 Maya Deren Award, American Film Institute, USA
- 1989 John D. and Catherine T. MacArthur Foundation Award, USA
- 1993 Skowhegan Medal (Video Installation), USA
- 1993 Medienkunstpreis, Zentrum für Kunst und Medientechnologie, Karlsruhe, and Siemens Kulturprogramm, Germany
- 2003 Cultural Leadership Award, American Federal of Arts, USA
- 2006 NORD/LB Art Prize, Bremen, Germany
- 2009 Eugene McDermott Award in the Arts, MIT, Cambridge, MA He was awarded $75,000 and was able to go to MIT and help enhance the creative groups there.
- 2010 Honorary doctorate from the University of Liège, Belgium

- 2011 Praemium Imperiale, Japan[10]

## Filmografia
- 1976 Migration (for Jack Nelson)
- 1977 Sweet Light
- 1979 The Reflecting Pool
- 1979 Chott el-Djerid (A Portrait in Light and Heat)
- 1981 Hatsu yume
- 1981 Ancient of Days
- 1983 Reverse Television: Portraits of Viewers
- 1983 Reasons for Knocking at an Empty House
- 1983 Anthem
- 1986 I Do Not Know What It Is I Am Like
- 1992 The Passing
- 1992 Angel’s Gate
- 2002 The Voyage
- 2002 The Path
- 2002/I First Light
- 2002 The Deluge
- 2007 Ocean Without a Shore
- 2013 Frustrated Actions and Futile Gestures